# Le Sel de nos larmes
Le Sel de nos larmes (titre original : Salt to the Sea) est un roman jeunesse de Ruta Sepetys publié en 2016. Ruta Sepetys est une écrivaine lituanienne et américaine qui écrit principalement des fictions historiques.
Le Sel de nos larmes a été traduit en français par Bee Formentelli et édité par Gallimard Jeunesse dans la collection Scripto.

## Contexte historique
Ce roman traite de la fin de la guerre et en particulier de l'hiver 1945. Cette période correspond à la fuite (spontanée ou organisée par l'opération Hannibal) de différentes populations du territoire allemand effrayés par l'avancée de l'armée soviétique. L'auteure, Ruta Sepetys, aborde aussi des événements historiques oubliés ou peu connus de la Seconde Guerre mondiale, comme le vol de la Chambre d'ambre par les Allemands en 1941, ou encore le naufrage du « Wilhelm Gustloff » qui a fait six fois plus de victimes que le naufrage du « Titanic ».

## Résumé
Dans son roman, l'auteure raconte l'histoire de quatre jeunes dont les destins vont s'entremêler, chacun ayant pour espoir d’embarquer sur un bateau qui leur permettra de fuir l'avancée de l'Armée rouge. Chaque personnage vient de pays et d'horizons différents mais se rencontrent lors de leur fuite vers la mer Baltique et affrontent ensemble les horreurs de la guerre.

## Personnages
- Joana : une jeune infirmière lituanienne de 21 ans rapatrié par l'Allemagne nazie avec sa famille en 1941 pour échapper à la capture de l'armée soviétique.
- Emilia : une adolescente polonaise de quinze ans, enceinte après le viol d'un soldat russe.
- Florian : un jeune Prussien apprenti en restauration d'art qui se donne pour mission de se venger du pillage d’œuvres d'art par les nazis.
- Alfred : un marin allemand qui adhère au régime nazi.

## Critiques
Ruta Sepetys a été remarquée pour ce roman, notamment par le New York Times. Dans son article, Matthew Tobin Anderson (en) affirme qu'une fois encore, Ruta Sepetys agit comme la porte-parole des populations oubliées de l'histoire. Le Wall Street Journal a, quant à lui, qualifié ce roman d'« exceptionnel ».